# Одобяска
Одобяска (рум. Odobeasca) — село у повіті Телеорман в Румунії. Входить до складу комуни Дрекшеней.
Село розташоване на відстані 90 км на захід від Бухареста, 36 км на північний захід від Александрії, 96 км на схід від Крайови.

## Населення
За даними перепису населення 2002 року у селі проживали 458 осіб.
Національний склад населення села:
| Національність | Кількість осіб | Відсоток |
| -------------- | -------------- | -------- |
| румуни         | 374            | 81,7%    |
| цигани         | 84             | 18,3%    |

Рідною мовою назвали:
| Мова      | Кількість осіб | Відсоток |
| --------- | -------------- | -------- |
| румунська | 374            | 81,7%    |
| циганська | 84             | 18,3%    |